# Pilaki

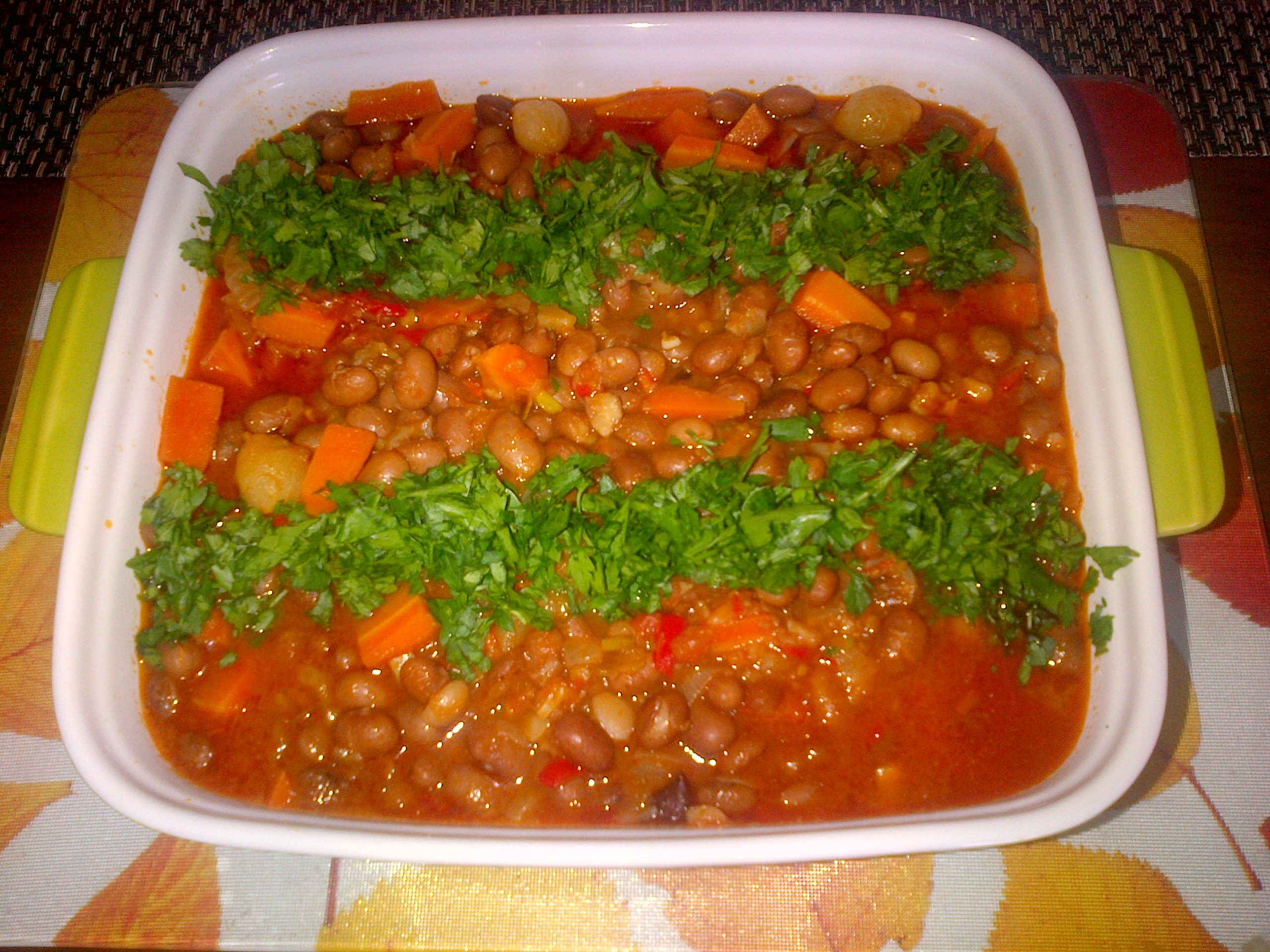
Barbunya pilaki

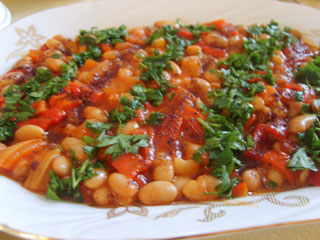
Pilaki de mongetes blanques.

Pilaki, Barbunya pilaki o Barbunya pilakisi és un plat de mongetes pintes (barbunya en turc) de la cuina turca. Es fa amb pastanagues, cebes, all, i tomàquets o salsa de tomàquet i es decora amb julivert picat. Com que es menja fred, és considerat un meze. En la seva elaboració es fa servir oli d'oliva. També es pot fer amb mongetes blanques.